# Trichipocregyes mausoni
Trichipocregyes mausoni là một loài bọ cánh cứng trong họ Cerambycidae.